# Karichma Ekoh
Karichma Ekoh Kaltoumé, née le 4 mars 1998 à Clichy (Hauts-de-Seine), est une handballeuse franco-camerounaise évoluant au poste d'arrière droite au AC Life Style Handball Erice pour la fin de saison 2022-2023.

## Biographie

### Carrière en club
En 2016, Karichma Ekoh, rejoint le Nantes Atlantique Handball et découvre la ligue féminine de handball ainsi que la Coupe de l'EHF, deuxième échelon européen, où les nantaises sont éliminées en quart de finale.
Officiellement joueuse du centre de formation depuis son arrivée à Nantes, elle signe le 9 février 2018 son premier contrat pro avec le club ligérien, d'une durée de trois ans.
A l'issue de la saison 2017-2018, sa deuxième passée sous le maillot du Nantes Atlantique Handball, Karichma Ekoh est élue meilleure espoir du championnat de France de LFH. 
En décembre 2019, elle quitte Nantes pour l'ES Besançon en tant que joker médical.
En mai 2020, elle signe au HBC Celles-sur-Belle en deuxième division, avec lequel elle est sacrée Championne de France de deuxième division 2020-2021 avec le HBC Celles-sur-Belle.
Elle quittera le club à l'intersaison 2021 pour rejoindre la Stella Saint-Maur Handball. Se sentant peu impliquée par le club de Chmbray durant le début de la saison 2022-2023, elle rejoint le club italien d'Erice.

### Carrière en sélection
En sélection nationale junior, Ekoh remporte en 2017 le titre européen en Slovénie puis termine à la 7e place du championnat du monde junior un an plus tard en Hongrie.
En 2021, elle décide de changer de nationalité sportive et intègre l'équipe du Cameroun. Elle participe au Championnat d'Afrique des nations féminin de handball 2021 à Yaoundé ; les Camerounaises perdent en finale contre l'Angola et Karichma Ekoh est nommée meilleure arrière droite de la compétition.

## Palmarès

### En club
compétitions nationales
- Championne de France de deuxième division 2020-2021 avec le HBC Celles-sur-Belle

### En sélection

#### Avec le Cameroun
Championnats d'Afrique
- Médaille d'argent au championnat d'Afrique 2021.
- Médaille d'argent au championnat d'Afrique 2022.

#### Avec la France
autres
- vainqueur du championne d'Europe des -19 ans en 2017
- 7e au championnat du monde junior en 2018

### Distinctions individuelles
- Élue meilleure espoir du championnat de France en 2018
- Meilleure arrière droite du championnat d'Afrique 2021
- Meilleure arrière gauche du championnat d'Afrique 2022[11]